# Emil Järudd
Emil Roland Hugo Järudd, född 27 april 1998 i Stockholm, är en svensk seglare som tävlar i klassen Nacra 17, i vilken han tillsammans med Hanna Jonsson tävlade i vid olympiska sommarspelen 2024.

## Karriär
Järudd har tillsammans med Jonsson tagit brons i VM i segling år 2023.